# 井口資仁
井口 資仁（いぐち ただひと、本名：井口 忠仁〈読み同じ〉、1974年〈昭和49年〉12月4日 - ）は、東京都田無市（現：西東京市）出身の元プロ野球選手（内野手、右投右打）、野球解説者・野球評論家。
NPB時代は福岡ダイエーホークス・千葉ロッテマリーンズ時代に日本シリーズ優勝を3度、MLB時代はシカゴ・ホワイトソックス、フィラデルフィア・フィリーズ時代にワールドシリーズ優勝を2度、それぞれ経験している。
2018年シーズンから2022年シーズンまでロッテの監督を務めた。

## 経歴

### プロ入り前

#### 生い立ち
東京都田無市（現：西東京市）で生まれる。軟式野球チーム「ビクトリー」で捕手として野球を始め、小学6年時に硬式野球チームの「保谷リトルリーグ」に移り、内野手に転向。小学校と中学校では最高学年で主将を務める。中学3年時には全国大会に出場した。野球を本格的に始めた中学時代にはPL学園高校の甲子園春夏連覇を見ており、特にその中心選手だった立浪和義に憧れていた。また少年期は『東京中日スポーツ』を購読していた父親の影響で、立浪のプレーしていた中日ドラゴンズのファンだった。
國學院久我山高等学校でも遊撃手としてプレー。1991年、2年の夏に3番・遊撃手として全国大会に出場。2年の秋から主将を務めたが、翌1992年の春と夏の甲子園全国大会出場を逃した。
1993年に青山学院大学へ進学後も遊撃手として同大学野球部でプレー。1年からリーグ戦に出場し春のリーグ戦では優勝がかかった5月19日の駒澤大学戦にて、1点リードされた8回に走者2人を置いて（この時の走者の1人はプロでもチームメイトになる小久保裕紀）井口が逆転決勝点となる二点適時打を放ちそのまま勝利。青山学院大学としては7季ぶり3度目のリーグ優勝を果たした。1996年、4年の春から秋まで主将を務める。同年にはアトランタオリンピックで野球日本代表に選ばれ、銀メダル獲得に貢献した。オリンピックにてキューバ代表のプレーに衝撃を受けたことが、後のメジャー挑戦を意識するきっかけになった。
大学時代は、同期のチームメイトである澤崎俊和、清水将海、倉野信次などと一緒に全日本大学野球選手権大会の優勝を始め、多くの輝かしい実績を残した。個人としても、1番・遊撃手の「青い核弾頭」として活躍した。大学2年次の1994年秋には東都大学リーグ史上2人目となる三冠王（1972年秋に中大藤波行雄が達成）となり、同94年秋にリーグ記録となる1シーズン8本塁打を記録。翌1995年にマークした年間最多本塁打記録の12本（1995年春7本・秋5本）は、通算最多本塁打記録の24本と共に2023年現在まで破られていない。大学通算成績は101試合出場、366打数、103安打、打率.281、24本塁打、61打点、32盗塁。また、最高殊勲選手2回、ベストナイン4回の受賞の経験がある。
同年のNPBドラフト会議前には読売ジャイアンツ（巨人）や中日ドラゴンズ、ヤクルトスワローズ、横浜ベイスターズ、福岡ダイエーホークス、西武ライオンズなどが井口に関心を示していたが、井口は中学時代から当時中日に所属していた立浪の熱烈なファンだったことや、中日が遊撃手のポジションを空けており、入団1年目から即レギュラー起用を確約していたことから、一時は中日有利と伝えられていた。また井口は関東出身であることから九州本拠地のダイエーに難色を示しており、巨人が有利とする見方もあった。しかしダイエーも青山学院大学の先輩である小久保に続く福岡ドームの目玉選手として井口獲得に全力を尽くし、井口本人はドラフト会議直前の11月になってダイエーを逆指名し、同会議当日にダイエーから1位で指名された。契約金1億円、出来高払い5000万円、年俸1300万円（金額は推定）で入団した。背番号は「7」に決まった。
大学のチームメイトでは澤崎が広島東洋カープ1位（逆指名）、清水が千葉ロッテマリーンズ1位（逆指名）でそれぞれ入団し、同一大学から同時に3人の逆指名選手・ドラフト1位選手を輩出している。

### プロ入り後

#### ダイエー時代
1997年
オープン戦で右足首を捻挫したために開幕には間に合わず、5月3日、福岡ドームでの対近鉄バファローズ戦で2番・遊撃手として一軍初出場。1回裏のプロ初打席で山崎慎太郎から一軍での初安打となる左前安打を放ち、4回裏の3打席目では山崎から一軍での初本塁打となる左越え満塁本塁打を放つ、鮮烈なデビューを飾った。外国人選手を除き、新人選手のデビュー戦満塁本塁打はプロ野球史上初の快挙だった。しかし、順調な滑り出しとは裏腹に、その後は低打率に苦しみ、主に下位打線で起用される。年末にはアメリカ合衆国のハワイ・ウインターリーグに松中信彦らと一緒に派遣され、ウェストオアフ・ケーンファイアーズに所属した。
1998年
開幕当初は1番として起用されたが、その後は9番など下位打線に回ることが多かった。打率はリーグ最下位となる.221と低迷したものの、リーグ12位の21本塁打を放ち、「恐怖の9番」と言われた。また、7月5日の対ロッテ戦では吉田篤史からランニング本塁打を放った。
1999年
開幕から3番や1番を任されるものの、その後は打率の低迷により、前年と同様下位打線で起用されるようになる。打率はリーグ最下位の.224に終わったものの、優勝争いの中でサヨナラ打を3度記録するなど、勝負強さを発揮した。9月8日の首位攻防となる対西武ライオンズ戦では西崎幸広からサヨナラ満塁本塁打を放ち、試合前に西武が敗れてマジック1で迎えた9月25日の対日本ハムファイターズ戦でも金村暁から決勝本塁打を放つなど、ダイエー初のリーグ優勝、日本シリーズ優勝に貢献した。
2000年
この年も下位打線を任されていたが、レギュラーシーズン中に左肩を負傷し、手術を行い、長く戦列を離れ、その間に遊撃手のポジションを鳥越裕介に奪われた。日本シリーズで戦列に復帰したが、リーグ優勝記念旅行にも参加せず、年末には登録名を本名の「忠仁」から「資仁」に変更。
2001年
守備面では二塁手にコンバートされ、走塁面ではコーチの島田誠の助言から目標を盗塁王に定めて臨んだ。3番として定着し、打率.261、史上3人目の30本塁打、40盗塁を記録し、44盗塁で盗塁王のタイトルを獲得。ベストナイン、ゴールデングラブ賞を受賞した。この年、井口が30本塁打を記録したのに加え、松中が36本塁打、小久保裕紀が44本塁打、城島健司が31本塁打を記録し、パシフィック・リーグ初の30本カルテットを形成。日本人のみの30本カルテットはプロ野球史上初の快挙だった。8月15日の西武戦では豊田清からサヨナラ本塁打を放った。11月には台湾で開催された第34回IBAF（国際野球連盟）ワールドカップの日本代表には、高橋由伸、井端弘和や高校生で唯一メンバー入りした寺原隼人らと一緒に選ばれ、3番・二塁手として出場した。
2002年
ストライクゾーン改正もあり、前年に比べて投高打低化し、リーグ平均打率は.255だったが、井口自身は打率.259（リーグ24位）とリーグ平均打率を上回った。
2003年
6月8日の対日本ハムファイターズ戦で5試合連続の猛打賞、7月26日の対オリックス・ブルーウェーブ戦で1試合4二塁打の日本タイ記録を達成した。開幕戦は7番で迎えたが、レギュラーシーズン途中から3番としてほぼ定着し、ダイハード打線の中心を担った。打率.340（リーグ4位）、27本塁打（リーグ12位）、109打点（リーグ5位）を記録し、OPS1.011(リーグ4位)はチームトップだった。2度目のベストナインとゴールデングラブ賞にも選ばれた。また終盤に村松有人が骨折で離脱したこともあり、2年ぶりの盗塁王（42盗塁）に輝き、松中、城島、ペドロ・バルデスと共に史上初の100打点カルテットを形成した。日本シリーズでは本塁打を2本放ち、優秀選手に選ばれた。
一時ポスティングシステムでのメジャー移籍を球団から承認されていたが、小久保の読売ジャイアンツへの移籍により否認され、契約更改では「オーナーの中内正の経営体制が刷新した場合、または高塚猛がオーナー代行を辞任した場合、自由契約の選択権は井口にある」との覚書を交わした。
2004年
開幕から3番に座ったが、1番として起用されることも多く、城島がアテネオリンピック出場により離脱した期間には代役として5番も務めた。公式戦最終戦の9月23日の日本ハム戦ではサヨナラ本塁打を放った。レギュラーシーズンでは打率.333（リーグ4位）、24本塁打（リーグ12位）、89打点（リーグ8位）を記録した。年末には高塚が部下への強制猥褻罪の容疑で逮捕されたために辞任したことを受け、前年に交わした覚書によって自由契約を選択し、MLBに挑戦することを表明。

#### ホワイトソックス時代

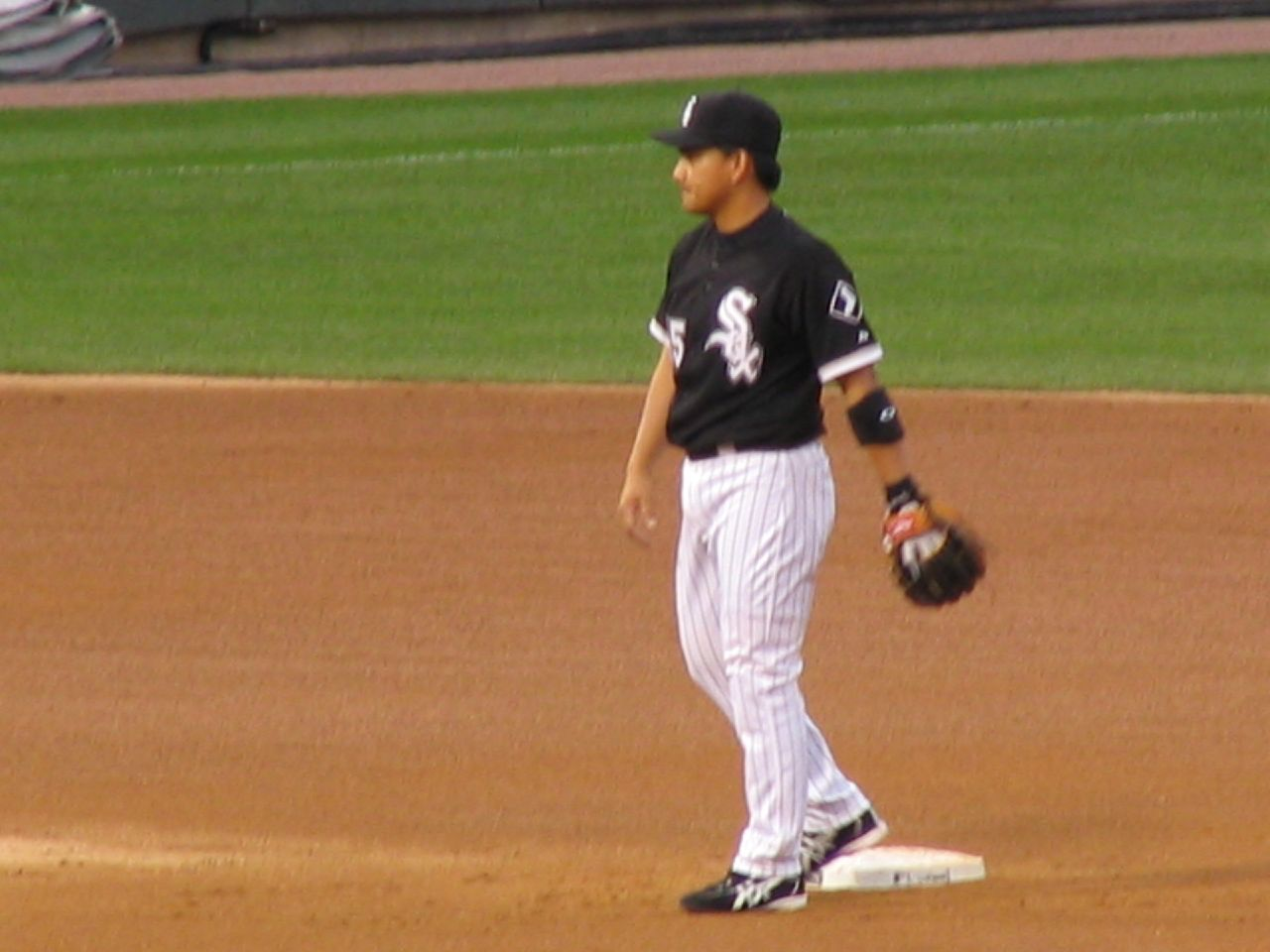
2006年、ホワイトソックス時代
（当時31歳）

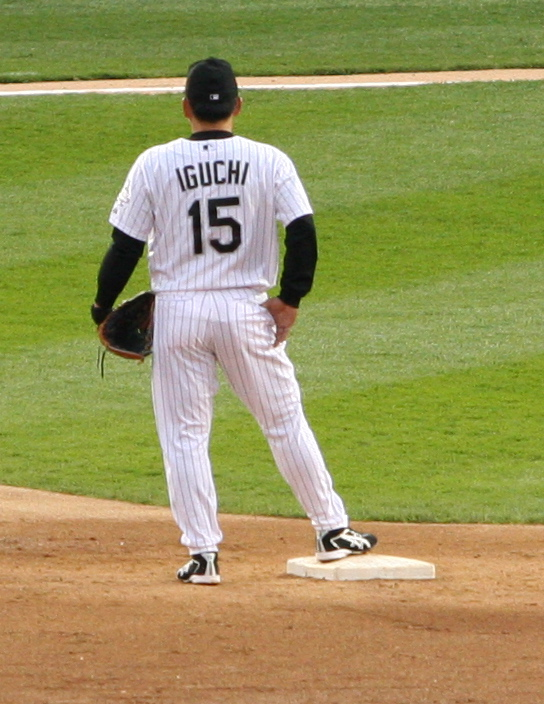
二塁を守る井口資仁（2006年）

2005年
シカゴ・ホワイトソックスと2年470万ドルで契約（3年目は年俸330万ドルのチームのオプション）。開幕戦となった4月4日の対クリーブランド・インディアンス戦に2番・二塁手として初出場。開幕2戦目となる4月6日のインディアンス戦ではケビン・ミルウッドからメジャー移籍後初安打を二塁打で記録（同試合で初盗塁も記録）。5月3日の対カンザスシティ・ロイヤルズ戦ではブライアン・アンダーソンから左翼席へメジャー初本塁打を放った。その後もスコット・ポドセドニックと一緒にホワイトソックスの「スモール・ボール（監督のオジー・ギーエンが命名した名前は「スマート・ボール」）」を牽引。この年は打率.278、OPS.780を記録。特にホームでは好調で、打率.304、OPS.830の好記録を叩き出した一方、ビジターでは打率.248、OPS.724とホームでの時に比べると苦戦を強いられ、本拠地（USセルラー・フィールド）に恵まれた数値が示された。
ポストシーズンでは10月5日の前年度ワールドチャンピオン、ボストン・レッドソックスとのアメリカンリーグ・ディビジョンシリーズ第2戦で決勝の逆転3点本塁打を放つ活躍などを見せ、移籍1年目でリーグ優勝に貢献した。その後、ワールドシリーズに出場。日本人選手としては新庄剛志、松井秀喜、田口壮に次ぐ4人目のワールドシリーズ出場選手となった。ワールドシリーズ優勝にも貢献し、日本人では伊良部秀輝に次いで2人目のチャンピオンリングを獲得した。伊良部はワールドシリーズに出場しておらず、実際に出場してリングを獲得したのは井口が初めてである。しかし、最後の打席後に交代し、優勝決定の瞬間はベンチにいたため、「優勝した瞬間グラウンドにいた最初の日本人選手」の座は翌年の田口に譲ることになった。また、日本人で初めて日本シリーズとワールドシリーズの両方を制覇した選手となった。レギュラーシーズン終了後には、両リーグから選ばれる新人ベストナインに二塁手部門で選ばれる。後にこのシーズンについて自己犠牲を強いられる役割には不満があったと語るが、ギーエンの「今年のMVPは井口。井口みたいな野球を深く理解している選手はいない。彼がいたからホワイトソックスはワールドシリーズを制覇出来た」という言葉で救われたという。
2006年
ワールド・ベースボール・クラシックの日本代表に選ばれる。当初井口は「すべてのプロ野球選手が出場を望んでいる大会。1年ぶりに王貞治監督の下で野球ができることを楽しみにしている」と発言していたが、その後辞退。井口は「2年目は、1年目以上のものを求められる。そのためにはチームのキャンプでアピールしないといけない。」などと語り、1月6日に大リーグの東京事務所を通じ監督の王にファックスを出したことを明かした。王は「井口の欠場は個人的な理由だからしょうがない。出ますというベストの選手の中でやっていくしかない。」と語った。
5月20日の対シカゴ・カブス戦で1試合6打点を、6月25日の対ヒューストン・アストロズ戦で1試合7打点を記録。レギュラーシーズン通算では打率.281、18本塁打、OPS.774の記録を残したが、ホームでは打率.313、OPS.853、ビジターでは打率.249、OPS.695と前年と同様にビジターで苦戦したことに加え、本拠地が考慮されるOPS+では平均を下回るなど、本拠地に恵まれた数値が示された。ギーエンは「打点の稼げるスラッガーになろうとしてメジャーの世界にやって来たのに、2年間、今までやったことがないことを良くやってくれた」とコメントした他、レギュラーシーズン終了直後には直々に「お前にはかなり我慢させてしまった。今年だって本当なら20本以上の本塁打を打っていたはずだし、打率も3割を越えていたはずだ。来年はもっと自由に打たせる」と言われたという。12月29日の東京証券取引所の大納会にゲストとして招かれた。
2007年
開幕直後に怪我をしていながらも強行出場していたこともあったために低調なスタートを切った。

#### フィリーズ時代
2007年7月27日には右手を骨折したチェイス・アトリーの代役として、マイケル・ダビーとのトレードでフィラデルフィア・フィリーズへ移籍した。
フィリーズではアトリーの復帰までは先発で二塁手を務めたが、アトリーの復帰後は監督のチャーリー・マニエルから三塁手への転向を勧められたが、これを固辞。そのため、主に代打での出場となり、フィリーズ移籍後は打率.304を残した。ポストシーズン終了後には「現在は永住権を申請中であり、来季は二塁手のレギュラーとして起用してもらえるチームを中心に移籍先を探す。」と言う発言をした。

#### パドレス時代
2007年12月18日にサンディエゴ・パドレスと1年385万ドルで契約を結んだ。
2008年
4月中は32打席連続無安打になるなど、絶不調に陥ったが、4月26日の対アリゾナ・ダイヤモンドバックス戦で日本人選手史上2人目となるサヨナラ本塁打を記録。5月16日の対シアトル・マリナーズ戦ではダイエー時代のチームメイトだった城島と2004年10月1日のパ・リーグのプレーオフ第2ステージ対西武戦の第5戦以来、1313日ぶりに本塁打を競演。その後も二塁手として出場していたが、3安打を放った6月5日の対ニューヨーク・メッツ戦では走塁中に転倒して右肩を脱臼。6月6日にメジャー4年目で初の故障者リスト入りとなった。8月2日に復帰したが、脱臼した右肩の影響などで調子が上がらず、9月1日に解雇される。

#### フィリーズ復帰
2008年9月5日に前年に所属したフィリーズと契約。その後フィリーズはポストシーズンに進出。井口の入団はポストシーズン出場選手登録期限後のため出場資格はなかったが、同年にフィリーズに所属していた田口壮と一緒に2個目のチャンピオンリングを手にすることになった。

#### ロッテ時代
2009年
1月20日にロッテと年俸1億8000万円の3年契約を結んで入団。複数年契約を提示したフィリーズを始め、当時複数のメジャーチームから三塁手としてのオファーがあったが、家族の生活環境と二塁手としてのオファーを優先しロッテへの入団を決めたという。背番号は初芝清が2005年に現役を引退して以降準永久欠番扱いとなっていた「6」に決まった。石垣島での開幕前のキャンプではダイエー時代に行っていた朝練習を竹原直隆と一緒に敢行。開幕から4番を務め、4月7日には史上7人目となる全打順本塁打を日本プロ野球通算150本塁打で放った。不振で途中から4番を外されたが最終的に123試合に出場し、打率.281、19本塁打を記録した。
2010年
自らトリプルスリーを目標に掲げた年だった。打率.294、17本塁打、2盗塁と目標には届かなかったが、3番・二塁手に定着し、自己最多の143試合に出場して得点圏打率は.340と高い数値を記録。また、リーグ2位の103打点を記録し、マリンガン打線の中心として活躍した。また、四死球112と二塁打44はいずれもリーグトップだった。NPB/MLB通算1500本安打も達成し、チームはレギュラーシーズンでは3位に終わったが、クライマックスシリーズではリーグ優勝したソフトバンクを下して日本シリーズに進出し、日本一を達成した。

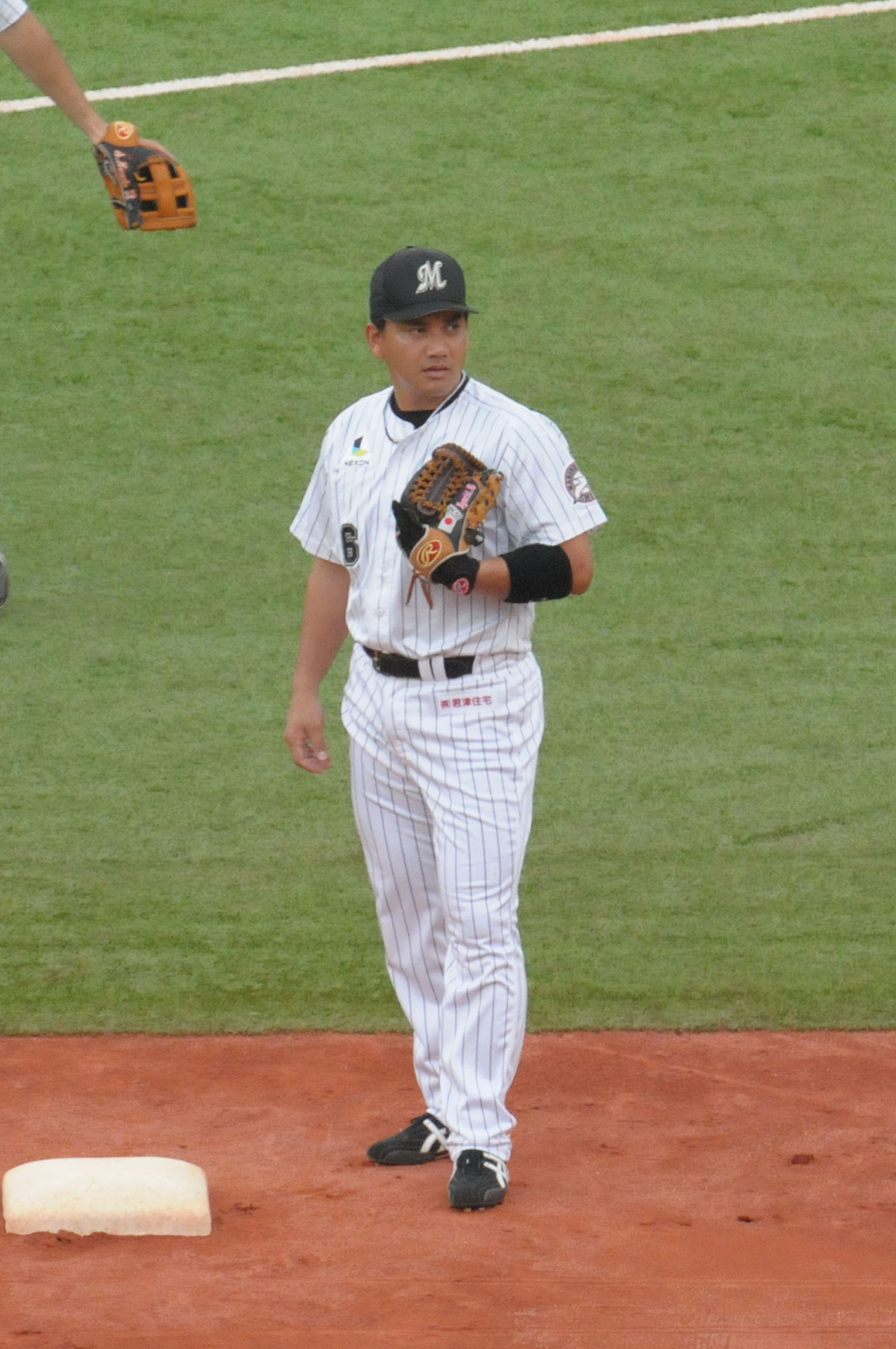
2011年、ロッテ時代
二塁守備につく井口（当時36歳）

2011年
この年から導入された統一球の影響もあり前年に比べて大きく成績を落としたものの、140試合でチームトップとなる9本塁打、73打点を記録する。しかし、チームはリーグ最下位に終わった。
2012年
5月28日の広島戦で5回表にブライアン・バリントンから左中間へ3点本塁打を放ち、史上98人目となる日本プロ野球通算200本塁打を達成した。同年の打率、打点の成績は前年より成績を落とすが、チーム最多の140試合に出場し、本塁打は2年ぶりの2桁本塁打となる11本（チームトップ）を記録し、自身初のリーグベストテン入り（7位）を果たした。
2013年
開幕当初は二塁手として起用されたが、この年からは一塁手にも挑戦することになった。4月16日の日本ハム戦では一塁手として先発出場し、NPB/MLB通算250本塁打を含む4打数4安打で3打点を挙げた。指名打者として出場する時もある。5月は9本塁打、20打点、長打率.663の成績で自身3度目の月間MVPを獲得。7月26日の東北楽天ゴールデンイーグルス戦で田中将大からこの日2本目の安打を本塁打として、NPB/MLB通算では史上5人目となる2000本安打を達成。なおこの試合はサヨナラ負けを喫し、田中の連勝が続くこととなった。7月終了時点で打率.328、19本塁打と好調だったが、8月、9月には月間打率2割台前半を記録するなど不振に陥った。最終的に135試合出場、打率.297（リーグ11位）、23本塁打（リーグ7位）、83打点（リーグ9位）を記録し、長打率、OPSの数値はロッテ移籍後最高だった。
クライマックスシリーズの第1ステージでは打率.333、2本塁打の活躍でファイナルステージ進出に貢献したが、ファイナルステージでは打率.154、0本塁打と不振に陥った。チームもファイナルステージで敗退し、日本シリーズ出場を逃した。第1ステージ、ファイナルステージの通算では打率.227、2本塁打を記録した。
2014年
開幕から一塁手として起用され、4月16日の対西武戦で3年ぶりとなる2打席連続本塁打を放つなど春先は好調を維持する。しかし以後は右手中指の腫れもあって成績を落として移籍後最低の打率に終わり、109試合に出場したものの日本球界復帰後初めて規定打席にも到達しなかった。シーズン後に右手中指の手術を予定していたが、検査結果を受けて回避することを決めた。契約更改では前年に3年契約を結んでいたことを明かした。
2015年
8月28日のオリックス戦で350二塁打を達成した。 代打での起用が多く、87試合で打率.247、本塁打6、打点28に終わった。
2016年
この年から日本球界最年長野手となった。7月29日、パ・リーグ最年長選手であったケニー・レイ（楽天）の退団に伴い、新たにパ・リーグ最年長選手となった。当シーズンもスタメンと代打の交互での起用が多く、最終的には79試合の出場で打率.257、本塁打5本、打点34で終えた。
2017年
パ・リーグ最年長選手となった。6月20日に球団公式サイトを通じて同年限りで引退することを発表し、「まだシーズンの途中ですが、今シーズン限りで引退することを決めました。ここまで長くプレーしてきて、色々な思い出はありますが、まだ振り返りません。今は一つでも多くの勝利と一つでも上の順位を目指し、チームの力となって全力を尽くしていきたい。そして、残りのシーズンで今まで以上の思い出を作っていけたらいいと思います。打席に入る時のマリーンズファンの声援は力になります。残りの試合でも今まで以上の熱い声援を宜しくお願いします」とコメントした。引退試合となった9月24日の本拠地ZOZOマリンスタジアムでの日本ハム戦では、始球式を長女が務めた。試合では6番・指名打者で出場し、2点ビハインドで迎えた9回裏の第4打席、無死一塁で増井浩俊からバックスクリーン右へ同点本塁打を放った。その後延長11回裏の第5打席は右飛に倒れたため、結果としてこれが現役生活最後の安打となった。試合後には引退セレモニーが実施され、ゆかりのある人物からのビデオメッセージが流された。また、この日の本塁打の着弾点となった『右翼席2列624番』は、「井口資仁選手 2017年9月24日 引退試合本塁打着地点」を示すプレートが設置されることが発表され、2018年公式戦よりマリンスタジアムにおいての記念碑的な本塁打の着弾点を示す「レガシート」の一つとして制定、設置された。また、NPBのみならずMLBにおいても、9月28日の古巣ホワイトソックスのホーム最終戦で、引退セレモニーとして本人による始球式が行われた（日付は現地時間）。背番号は当時と同じ「15」だった。

### 現役引退後

#### ロッテ監督時代

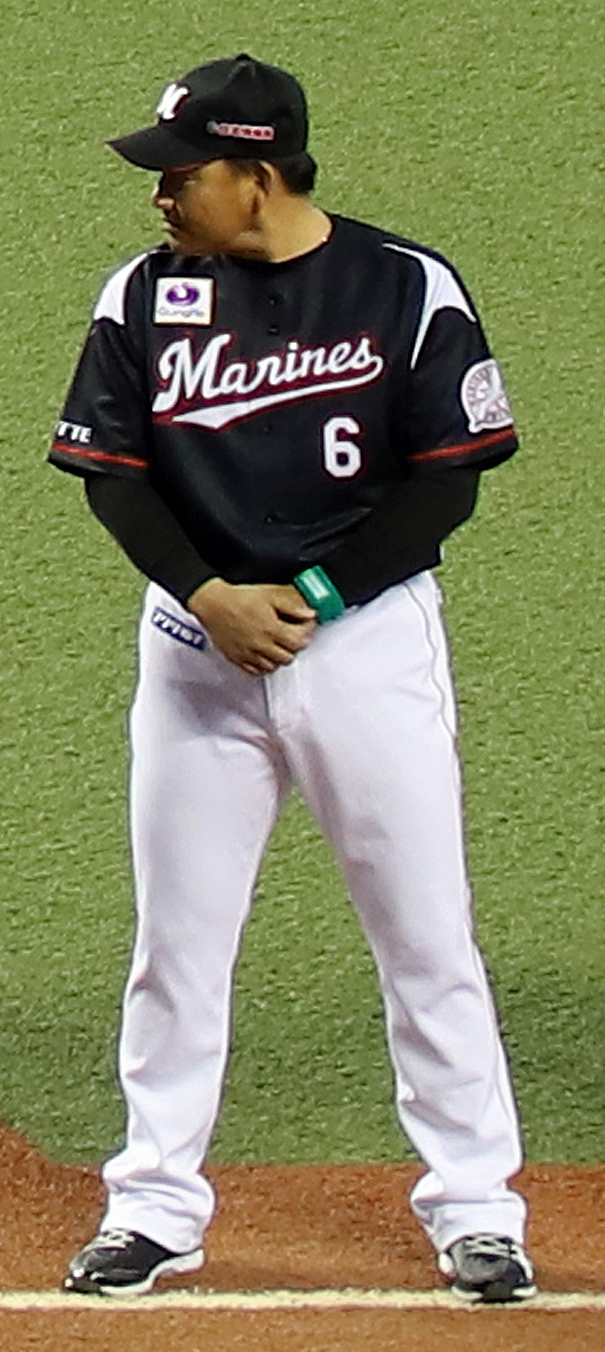
千葉ロッテマリーンズ監督時代（2019年4月2日 東京ドーム）

2017年10月12日、2018年シーズンからロッテの一軍監督を務めることが球団から発表された。メジャーリーグ経験の日本人選手はコーチや二軍監督もあるが一軍監督になるのは初めてとなる。井口は球団のオフィシャルサイトで「これから始まる新たな挑戦に今はとてもワクワクしています。マリーンズというチームの良さをどのように出せばいいか。どう変えていくべきか。もうすでに色々なことが頭の中を駆け巡っています。強く、そしてファンの皆様に愛される魅力的なチームを作り上げたいと考えていますので応援の程、宜しくお願いします。」とコメントした。同14日に就任会見が行われ、監督としての背番号は現役時代と同じ「6」を使用することとなった。ヘッド兼内野守備走塁コーチに鳥越裕介、戦略兼バッテリーコーチに的場直樹、バッテリーコーチに清水将海、二軍監督に今岡真訪を招聘した。
2018年は、先発の涌井秀章、石川歩に加え、新加入のマイク・ボルシンガーが外国人投手最多タイとなる11連勝をするなど機能。交流戦を11勝7敗の3位で終え、前半戦もリーグ5位ながら40勝38敗2分と貯金を作った。 しかし後半戦に入ると、リードオフマンの荻野貴司、石川、ボルシンガーが離脱、主力の穴を埋められないまま借金が嵩んだ。9月27日にBクラスが確定し、シーズンの成績としてはパ全5球団に負け越し、順位は5位に終わった。ただ、中村奨吾が「3番・二塁手」に定着しゴールデングラブ賞を獲得、井上晴哉が「4番・一塁手」に定着し24本塁打、ルーキーの藤岡裕大が遊撃手に定着し規定打席に到達。チーム盗塁数が78→124と飛躍的に向上するなど成果も見られた。
2019年は、シーズン終盤まで楽天とCS進出を争っていたが、9月24日の埼玉西武ライオンズ戦に敗れ、西武の胴上げを目の前で許した上、シーズンのBクラスが確定した。ソフトバンクに17勝8敗と大きく勝ち越し、CSを争った楽天、日本ハムに勝ち越したが、最下位オリックスに9勝15敗1分、連覇した西武には8勝16敗1分で大きく負け越し。順位は4位で2年連続Bクラスだった。9月9日のソフトバンク戦では現役通して初の退場処分となった。
2020年は、開幕からオリックス相手に同一カード6連勝するなど開幕ダッシュに成功。8月21日にはソフトバンクを下しパ・リーグ単独首位に立つなど、ソフトバンクとの熾烈な首位争いをしたが、チーム内に新型コロナウイルス感染者がいたことが発覚し一部主力メンバーが離脱。その影響もあり10月に失速して首位と13ゲーム差の2位だった。4年ぶりのAクラス、13年ぶりの2位と躍進したが、ソフトバンクとのクライマックスシリーズではエラーから流れを掴まれ2連敗を喫して敗退。オリックスにはパ・リーグ初の6連戦6連勝をするなど勝ち越したが、西武、楽天には負け越した。
2021年は、開幕ダッシュに失敗したが、4・5月には復調して西武・オリックスとAクラス争いを繰り広げた。6月は交流戦で苦戦して負け越したが、7月に入ると復調し、前半戦は3位で終えた。後半戦は好調で、9月5日にはオリックスを追い抜いて首位に浮上したが最終的に2.5ゲーム差で2年連続2位となった。クライマックスシリーズは3位の楽天に1勝1分でファイナルステージ進出を決めたが、オリックスの前に2敗1分で敗退。11月16日に、2022年も監督を続投することが発表された。
2022年、ルーキーの松川虎生を高卒新人捕手としては史上3人目となる開幕スタメンに抜擢し、4月10日のオリックス戦には佐々木朗希とバッテリーを組ませたことで、 「最年少（合計年齢）のピッチャーとキャッチャーによる完全試合」のギネス記録達成に繋がった。 7月21日の埼玉西武戦で、監督通算300勝を達成。しかし9月27日にチーム3年ぶりのBクラスが確定した。
10月2日、同年シーズン限りで辞任することを発表した。辞任に関しては、球団側からコーチ陣の刷新を求められたことが判断に繋がり、コーチや選手など、球団関係者のほとんども当日まで知らなかった。最終戦となったソフトバンク戦（ZOZOマリン）後に行われたセレモニーで、「3年ぶりのBクラスとなったのは、全て私の責任です。今季退任して次の指揮官にバトンを託したい」と表明した。

### 監督退任後
2023年からはNHKの野球解説者、サンケイスポーツの野球評論家として活動する。

## 選手としての特徴

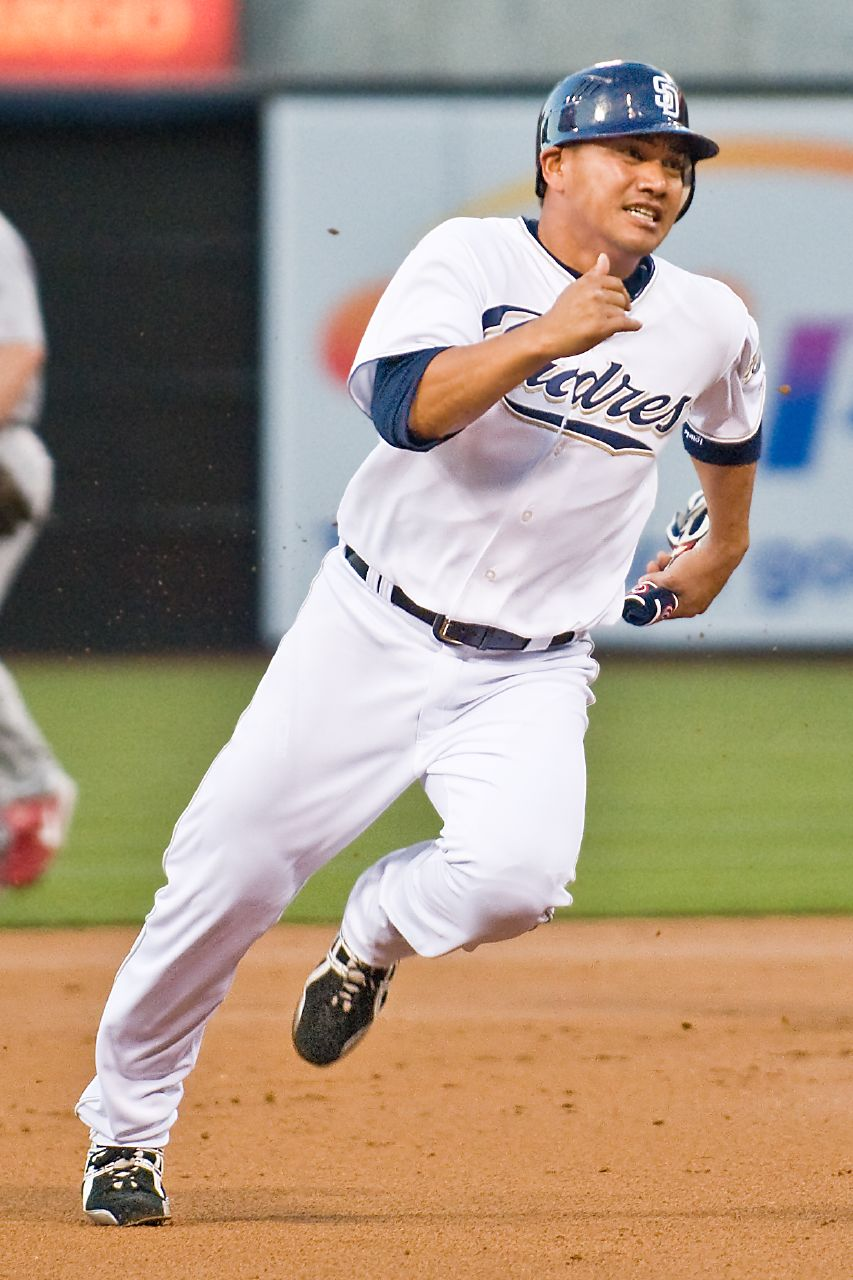
井口の走塁（2008年）

### 打撃
ダイエー時代の監督である王貞治によると右方向への長打が特徴である。メジャーリーグではクリーンアップへの繋ぎを求められる2番での出場が多かった。ホワイトソックス時代はチームの方針からほぼ毎打席1ストライクを捨てながらも20本近い本塁打を放ち、A.J.ピアジンスキーから「打順が変われば、25本塁打まで打てる力がある」と言われ、他チームのスカウトマンたちからも「2番ではなく、6番を打たせれば、30本塁打まで打てる力がある」と長打力が高く評価されていた。ロッテ移籍当初は4番や2番で出場したが、後に3番に定着した。2010年には12チームトップのIsoD.118を記録するなど、ロッテ移籍後は選球眼に磨きがかかり、また、同年は外角打率.313で12本塁打を放つなど、外角に強さを発揮した。

### 走塁・守備
一塁到達4.3秒だが、ダイエー時代は通算盗塁成功率約78％を記録し、2度の盗塁王を獲得している。メジャーリーグ移籍以降は盗塁数が減少した。
2000年までは遊撃手を務めていたが、2000年秋のキャンプから二塁手のコンバートに取り組んだ。一塁への送球距離が短くなったことで、無理に前進せずにボールを引き付けて捕球するケースが増え、打席でも「前に突っ込まなくなった」という。二塁手としては3度ゴールデングラブ賞に輝いた。
守備では深めの位置で守ることが多く、肩の強さは二塁手としてはメジャーでも強肩の部類に入ると評された。ジミー・ロリンズは井口と初めて二遊間を組んだ際、「あの日は練習時間を間違えて球場入りしてしまったんだ。練習や打ち合わせなしで本番に臨んだ。でも、初回から彼のプレーを見て、『本物だ。それに僕と感覚が似ている。僕と同じで基本の枠を越えてプレー出来る選手だな』と実感した。素晴らしいね」と語った。2006年には『ベースボール・アメリカ』誌で監督投票による「最も守備に定評がある内野手」の2位に選ばれるなど、グラブ捌きにも定評があったが守備範囲は広くなく、MLB通算UZRは-4.3、DRSは-5を記録するなど、各種守備指標で平均を下回り、ロッテ移籍後も得点換算などで平均を大きく下回った。
2013年は一塁手として99試合に出場し、規定試合数に到達したが、UZRでは400イニング以上出場した一塁手としてはリーグワースト2位となる-5.2と平均を下回っている。2015年にも一塁手としてリーグワーストのUZRを記録した。

## 監督として
就任会見では、「走れる選手が非常に多いと思っていますので、もっともっと足を使った野球をやっていきたい。足に関しては好不調というのはないので、もう少し機動力を使った野球を増やせていけば、持ち味が発揮できるのではないかと思います」と、本塁打の出にくいZOZOマリンスタジアムの特性を考慮し、機動力の向上を促進した。就任した2018年はリーグ2位のチーム盗塁数124、ホームランラグーンを設置した2019年はリーグ4位の75盗塁と減少したが、2020年はリーグ3位の87盗塁、2021年(107盗塁)と2022年(132盗塁)は2年連続でチーム盗塁数が100を超え、リーグトップとなり、2021年は荻野貴司と和田康士朗、2022年は髙部瑛斗が盗塁王に輝いた。足の遅い選手や、ファームの選手に対しても、積極的な走塁意識を浸透させた。また、「ヒットと四球は同じ」という考えのもと、四球を獲得する意識を打者に浸透させ、2020年のロッテはチーム打率がリーグ最下位(.235)ながらリーグトップの491四球を記録し、チーム出塁率はリーグ3位(.329)だった。
また、選手起用においても若手の抜擢が目立った。次世代の和製大砲育成のため2020年は当時21歳の安田尚憲を86試合連続で4番打者として起用、翌年には球団史上最年少となる開幕4番スタメンを与えた。

## 人物
愛称は「イグ」、「グッチ」。
現役時代に使用していたバッティンググローブはアシックス社製の「隈取」が甲に描かれたWAJIKARAシリーズ。
西武時代の松坂大輔との対戦では通算で打率.365（85打数、31安打、3本塁打、9打点）を残して得意としていたことから、「松坂キラー」と呼ばれた。
ホワイトソックス時代には本拠地のUSセルラー・フィールドで井口が打席に入る時や好プレーをした時になると、ブーイングに似た「GUU－! GUU－!」という唸り声をホームの観客が発した。これは「グーイング（guing）」と呼ばれる井口への応援である。現地では「イグチ（井口）」の「グ」にアクセントが置かれた特徴的な発音で呼ばれることが多く、これに由来する。
ロッテでは、“背中でアドバイスをする”その姿勢から“お父さん”と評されていた（角中勝也談）。
『週刊文春』2018年12月20日号によると、ダイエー時代の1997年オフに5歳上の女性と入籍したが、ロッテ時代の2015年に離婚し、2018年10月に18歳下の女性と再婚した。

## 詳細情報

### 年度別打撃成績
| 年 度     | 球 団     | 試 合 | 打 席 | 打 数 | 得 点 | 安 打 | 二 塁 打 | 三 塁 打 | 本 塁 打 | 塁 打 | 打 点 | 盗 塁 | 盗 塁 死 | 犠 打 | 犠 飛 | 四 球 | 敬 遠 | 死 球 | 三 振 | 併 殺 打 | 打 率 | 出 塁 率 | 長 打 率 | O P S |
| --------- | --------- | ----- | ----- | ----- | ----- | ----- | -------- | -------- | -------- | ----- | ----- | ----- | -------- | ----- | ----- | ----- | ----- | ----- | ----- | -------- | ----- | -------- | -------- | ----- |
| 1997      | ダイエー  | 76    | 252   | 217   | 31    | 44    | 6        | 3        | 8        | 80    | 23    | 3     | 3        | 2     | 1     | 24    | 0     | 8     | 67    | 4        | .203  | .304     | .369     | .673  |
| 1998      | ダイエー  | 135   | 476   | 421   | 58    | 93    | 18       | 4        | 21       | 182   | 66    | 12    | 6        | 15    | 4     | 28    | 1     | 8     | 121   | 6        | .221  | .280     | .432     | .712  |
| 1999      | ダイエー  | 116   | 424   | 370   | 38    | 83    | 15       | 1        | 14       | 142   | 47    | 14    | 7        | 4     | 3     | 38    | 1     | 9     | 113   | 13       | .224  | .310     | .384     | .694  |
| 2000      | ダイエー  | 54    | 185   | 162   | 21    | 40    | 9        | 2        | 7        | 74    | 23    | 5     | 2        | 5     | 1     | 15    | 0     | 2     | 29    | 5        | .247  | .317     | .457     | .774  |
| 2001      | ダイエー  | 140   | 636   | 552   | 104   | 144   | 26       | 1        | 30       | 262   | 97    | 44    | 9        | 9     | 2     | 61    | 0     | 12    | 117   | 14       | .261  | .346     | .475     | .821  |
| 2002      | ダイエー  | 114   | 472   | 428   | 64    | 111   | 14       | 1        | 18       | 181   | 53    | 21    | 7        | 5     | 2     | 27    | 0     | 10    | 84    | 8        | .259  | .317     | .423     | .740  |
| 2003      | ダイエー  | 135   | 617   | 515   | 112   | 175   | 37       | 1        | 27       | 295   | 109   | 42    | 6        | 1     | 6     | 81    | 2     | 14    | 81    | 10       | .340  | .438     | .573     | 1.011 |
| 2004      | ダイエー  | 124   | 574   | 510   | 96    | 170   | 34       | 2        | 24       | 280   | 89    | 18    | 5        | 0     | 8     | 47    | 2     | 9     | 90    | 14       | .333  | .394     | .549     | .943  |
| 2005      | CWS       | 135   | 581   | 511   | 74    | 142   | 25       | 6        | 15       | 224   | 71    | 15    | 5        | 11    | 6     | 47    | 0     | 6     | 114   | 16       | .278  | .342     | .438     | .780  |
| 2006      | CWS       | 138   | 627   | 555   | 97    | 156   | 24       | 0        | 18       | 234   | 67    | 11    | 5        | 8     | 2     | 59    | 0     | 3     | 110   | 7        | .281  | .352     | .422     | .774  |
| 2007      | CWS       | 90    | 377   | 327   | 45    | 82    | 17       | 4        | 6        | 125   | 31    | 8     | 1        | 1     | 3     | 44    | 1     | 2     | 65    | 5        | .251  | .340     | .382     | .722  |
| 2007      | PHI       | 45    | 156   | 138   | 22    | 42    | 10       | 0        | 3        | 61    | 12    | 6     | 1        | 1     | 3     | 13    | 0     | 1     | 23    | 1        | .304  | .361     | .442     | .803  |
| '07計     | PHI       | 135   | 533   | 465   | 67    | 124   | 27       | 4        | 9        | 186   | 43    | 14    | 2        | 2     | 6     | 57    | 1     | 3     | 88    | 6        | .267  | .347     | .400     | .747  |
| 2008      | SD        | 81    | 330   | 303   | 29    | 70    | 14       | 1        | 2        | 92    | 24    | 8     | 1        | 1     | 0     | 26    | 0     | 0     | 75    | 11       | .231  | .292     | .304     | .596  |
| 2008      | PHI       | 4     | 7     | 7     | 0     | 2     | 1        | 0        | 0        | 3     | 0     | 0     | 0        | 0     | 0     | 0     | 0     | 0     | 0     | 0        | .286  | .286     | .429     | .715  |
| '08計     | PHI       | 85    | 337   | 310   | 29    | 72    | 15       | 1        | 2        | 95    | 24    | 8     | 1        | 1     | 0     | 26    | 0     | 0     | 75    | 11       | .232  | .292     | .306     | .598  |
| 2009      | ロッテ    | 123   | 530   | 448   | 71    | 126   | 24       | 3        | 19       | 213   | 65    | 4     | 4        | 0     | 1     | 68    | 2     | 13    | 101   | 11       | .281  | .391     | .475     | .866  |
| 2010      | ロッテ    | 143   | 650   | 531   | 88    | 156   | 44       | 1        | 17       | 253   | 103   | 2     | 1        | 0     | 7     | 98    | 1     | 14    | 114   | 13       | .294  | .412     | .476     | .888  |
| 2011      | ロッテ    | 140   | 597   | 509   | 52    | 135   | 23       | 3        | 9        | 191   | 73    | 1     | 1        | 0     | 7     | 72    | 4     | 9     | 96    | 11       | .265  | .362     | .375     | .737  |
| 2012      | ロッテ    | 140   | 578   | 505   | 58    | 129   | 30       | 1        | 11       | 194   | 60    | 3     | 1        | 0     | 4     | 53    | 3     | 16    | 99    | 11       | .255  | .343     | .384     | .727  |
| 2013      | ロッテ    | 135   | 566   | 485   | 68    | 144   | 31       | 2        | 23       | 248   | 83    | 4     | 3        | 0     | 4     | 67    | 2     | 10    | 81    | 13       | .297  | .390     | .511     | .902  |
| 2014      | ロッテ    | 109   | 408   | 357   | 35    | 85    | 24       | 0        | 10       | 139   | 49    | 1     | 0        | 0     | 3     | 40    | 3     | 8     | 74    | 7        | .238  | .326     | .389     | .715  |
| 2015      | ロッテ    | 87    | 250   | 227   | 21    | 56    | 17       | 1        | 6        | 93    | 28    | 1     | 0        | 0     | 0     | 21    | 0     | 2     | 65    | 4        | .247  | .316     | .410     | .726  |
| 2016      | ロッテ    | 79    | 176   | 152   | 13    | 39    | 8        | 0        | 5        | 62    | 34    | 1     | 0        | 0     | 3     | 19    | 0     | 2     | 50    | 1        | .257  | .341     | .408     | .749  |
| 2017      | ロッテ    | 65    | 144   | 123   | 9     | 30    | 7        | 0        | 2        | 43    | 15    | 0     | 0        | 0     | 2     | 19    | 1     | 0     | 27    | 4        | .244  | .340     | .350     | .690  |
| NPB：17年 | NPB：17年 | 1915  | 7535  | 6512  | 939   | 1760  | 367      | 26       | 251      | 2932  | 1017  | 176   | 55       | 41    | 58    | 778   | 22    | 146   | 1409  | 149      | .270  | .358     | .450     | .808  |
| MLB：4年  | MLB：4年  | 493   | 2078  | 1841  | 267   | 494   | 91       | 11       | 44       | 739   | 205   | 48    | 13       | 22    | 14    | 189   | 1     | 12    | 387   | 40       | .268  | .338     | .401     | .739  |

- 各年度の太字はリーグ最高

### 年度別打撃成績所属リーグ内順位
| 年 度 | 年 齢 | 機 構 | リ ｜ グ   | 打 率 | 安 打 | 二 塁 打 | 三 塁 打 | 本 塁 打 | 打 点 | 盗 塁 |
| ----- | ----- | ----- | ---------- | ----- | ----- | -------- | -------- | -------- | ----- | ----- |
| 1997  | 23    | NPB   | パ・リーグ | -     | -     | -        | -        | -        | -     | -     |
| 1998  | 24    | NPB   | パ・リーグ | -     | -     | -        | 5位      | -        | -     | -     |
| 1999  | 25    | NPB   | パ・リーグ | -     | -     | -        | -        | -        | -     | 6位   |
| 2000  | 26    | NPB   | パ・リーグ | -     | -     | -        | -        | -        | -     | -     |
| 2001  | 27    | NPB   | パ・リーグ | -     | -     | -        | -        | -        | 7位   | 1位   |
| 2002  | 28    | NPB   | パ・リーグ | -     | -     | -        | -        | -        | -     | 3位   |
| 2003  | 29    | NPB   | パ・リーグ | 4位   | 4位   | 4位      | -        | -        | 5位   | 1位   |
| 2004  | 30    | NPB   | パ・リーグ | 4位   | 3位   | 4位      | -        | -        | 8位   | 4位   |
| 2005  | 31    | MLB   | ア・リーグ | -     | -     | -        | 7位      | -        | -     | -     |
| 2006  | 32    | MLB   | ア・リーグ | -     | -     | -        | -        | -        | -     | -     |
| 2007  | 33    | MLB   | ア・リーグ | -     | -     | -        | -        | -        | -     | -     |
| 2007  | 33    | MLB   | ナ・リーグ | -     | -     | -        | -        | -        | -     | -     |
| 2008  | 34    | MLB   | ナ・リーグ | -     | -     | -        | -        | -        | -     | -     |
| 2009  | 35    | NPB   | パ・リーグ | -     | -     | -        | -        | -        | -     | -     |
| 2010  | 36    | NPB   | パ・リーグ | -     | -     | 1位      | -        | -        | 2位   | -     |
| 2011  | 37    | NPB   | パ・リーグ | -     | -     | 10位     | -        | -        | 8位   | -     |
| 2012  | 38    | NPB   | パ・リーグ | -     | -     | 2位      | -        | 7位      | 8位   | -     |
| 2013  | 39    | NPB   | パ・リーグ | -     | -     | 4位      | -        | 7位      | 9位   | -     |
| 2014  | 40    | NPB   | パ・リーグ | -     | -     | -        | -        | -        | -     | -     |
| 2015  | 41    | NPB   | パ・リーグ | -     | -     | -        | -        | -        | -     | -     |
| 2016  | 42    | NPB   | パ・リーグ | -     | -     | -        | -        | -        | -     | -     |
| 2017  | 43    | NPB   | パ・リーグ | -     | -     | -        | -        | -        | -     | -     |

- -は10位未満（打率は規定打席未到達の場合も-と表記）

### MLBポストシーズン打撃成績
| 年 度     | 球 団     | 試 合 | 打 席 | 打 数 | 得 点 | 安 打 | 二 塁 打 | 三 塁 打 | 本 塁 打 | 塁 打 | 打 点 | 盗 塁 | 盗 塁 死 | 犠 打 | 犠 飛 | 四 球 | 敬 遠 | 死 球 | 三 振 | 併 殺 打 | 打 率 | 出 塁 率 | 長 打 率 | O P S |
| --------- | --------- | ----- | ----- | ----- | ----- | ----- | -------- | -------- | -------- | ----- | ----- | ----- | -------- | ----- | ----- | ----- | ----- | ----- | ----- | -------- | ----- | -------- | -------- | ----- |
| 2005      | CWS       | 12    | 55    | 47    | 7     | 9     | 1        | 0        | 1        | 13    | 5     | 0     | 1        | 3     | 0     | 2     | 0     | 3     | 12    | 1        | .191  | .269     | .277     | .546  |
| 2007      | PHI       | 3     | 3     | 1     | 0     | 0     | 0        | 0        | 0        | 0     | 0     | 0     | 0        | 0     | 0     | 2     | 0     | 0     | 0     | 0        | .000  | .667     | .000     | .667  |
| 出場：2回 | 出場：2回 | 15    | 58    | 48    | 7     | 9     | 1        | 0        | 1        | 13    | 5     | 0     | 1        | 3     | 0     | 4     | 0     | 3     | 12    | 1        | .188  | .291     | .271     | .562  |

### 年度別守備成績
| 年 度     | 球 団     | 一塁（1B） | 一塁（1B） | 一塁（1B） | 一塁（1B） | 一塁（1B） | 一塁（1B） | 二塁（2B） | 二塁（2B） | 二塁（2B） | 二塁（2B） | 二塁（2B） | 二塁（2B） | 遊撃（SS） | 遊撃（SS） | 遊撃（SS） | 遊撃（SS） | 遊撃（SS） | 遊撃（SS） |
| 年 度     | 球 団     | 試 合      | 刺 殺      | 補 殺      | 失 策      | 併 殺      | 守 備 率   | 試 合      | 刺 殺      | 補 殺      | 失 策      | 併 殺      | 守 備 率   | 試 合      | 刺 殺      | 補 殺      | 失 策      | 併 殺      | 守 備 率   |
| --------- | --------- | ---------- | ---------- | ---------- | ---------- | ---------- | ---------- | ---------- | ---------- | ---------- | ---------- | ---------- | ---------- | ---------- | ---------- | ---------- | ---------- | ---------- | ---------- |
| 1997      | ダイエー  | -          | -          | -          | -          | -          | -          | -          | -          | -          | -          | -          | -          | 69         | 85         | 187        | 3          | 27         | .989       |
| 1998      | ダイエー  | -          | -          | -          | -          | -          | -          | -          | -          | -          | -          | -          | -          | 134        | 193        | 382        | 10         | 75         | .983       |
| 1999      | ダイエー  | -          | -          | -          | -          | -          | -          | -          | -          | -          | -          | -          | -          | 110        | 155        | 304        | 15         | 57         | .968       |
| 2000      | ダイエー  | -          | -          | -          | -          | -          | -          | -          | -          | -          | -          | -          | -          | 53         | 69         | 120        | 8          | 20         | .959       |
| 2001      | ダイエー  | -          | -          | -          | -          | -          | -          | 140        | 330        | 449        | 5          | 93         | .994       | -          | -          | -          | -          | -          | -          |
| 2002      | ダイエー  | -          | -          | -          | -          | -          | -          | 114        | 219        | 350        | 6          | 70         | .990       | -          | -          | -          | -          | -          | -          |
| 2003      | ダイエー  | -          | -          | -          | -          | -          | -          | 133        | 293        | 406        | 10         | 95         | .986       | -          | -          | -          | -          | -          | -          |
| 2004      | ダイエー  | -          | -          | -          | -          | -          | -          | 123        | 251        | 378        | 6          | 79         | .991       | -          | -          | -          | -          | -          | -          |
| 2005      | CWS       | -          | -          | -          | -          | -          | -          | 133        | 234        | 375        | 14         | 84         | .978       | -          | -          | -          | -          | -          | -          |
| 2006      | CWS       | -          | -          | -          | -          | -          | -          | 136        | 269        | 371        | 8          | 76         | .988       | -          | -          | -          | -          | -          | -          |
| 2007      | CWS       | -          | -          | -          | -          | -          | -          | 90         | 188        | 247        | 6          | 66         | .986       | -          | -          | -          | -          | -          | -          |
| 2007      | PHI       | -          | -          | -          | -          | -          | -          | 31         | 72         | 90         | 0          | 30         | 1.000      | -          | -          | -          | -          | -          | -          |
| '07計     | PHI       | -          | -          | -          | -          | -          | -          | 121        | 260        | 337        | 6          | 96         | .990       | -          | -          | -          | -          | -          | -          |
| 2008      | SD        | -          | -          | -          | -          | -          | -          | 77         | 142        | 204        | 1          | 54         | .997       | -          | -          | -          | -          | -          | -          |
| 2008      | PHI       | -          | -          | -          | -          | -          | -          | 1          | 1          | 2          | 0          | 0          | 1.000      | -          | -          | -          | -          | -          | -          |
| '08計     | PHI       | -          | -          | -          | -          | -          | -          | 78         | 143        | 206        | 1          | 54         | .997       | -          | -          | -          | -          | -          | -          |
| 2009      | ロッテ    | -          | -          | -          | -          | -          | -          | 102        | 268        | 311        | 7          | 54         | .988       | -          | -          | -          | -          | -          | -          |
| 2010      | ロッテ    | -          | -          | -          | -          | -          | -          | 143        | 306        | 368        | 7          | 84         | .990       | -          | -          | -          | -          | -          | -          |
| 2011      | ロッテ    | -          | -          | -          | -          | -          | -          | 140        | 266        | 410        | 7          | 63         | .990       | -          | -          | -          | -          | -          | -          |
| 2012      | ロッテ    | -          | -          | -          | -          | -          | -          | 128        | 269        | 359        | 10         | 64         | .984       | -          | -          | -          | -          | -          | -          |
| 2013      | ロッテ    | 99         | 764        | 53         | 5          | 61         | .994       | 15         | 22         | 36         | 1          | 3          | .983       | -          | -          | -          | -          | -          | -          |
| 2014      | ロッテ    | 80         | 561        | 54         | 4          | 40         | .994       | -          | -          | -          | -          | -          | -          | -          | -          | -          | -          | -          | -          |
| 2015      | ロッテ    | 53         | 327        | 18         | 6          | 41         | .983       | -          | -          | -          | -          | -          | -          | -          | -          | -          | -          | -          | -          |
| 2016      | ロッテ    | 43         | 266        | 17         | 3          | 15         | .990       | -          | -          | -          | -          | -          | -          | -          | -          | -          | -          | -          | -          |
| NPB：16年 | NPB：16年 | 275        | 1918       | 142        | 18         | 157        | .991       | 1037       | 2224       | 3067       | 59         | 605        | .989       | 366        | 502        | 993        | 36         | 179        | .976       |
| MLB：4年  | MLB：4年  | -          | -          | -          | -          | -          | -          | 468        | 906        | 1289       | 29         | 310        | .987       | -          | -          | -          | -          | -          | -          |

- 各年度の太字はリーグ最高
- NPB時代の太字年はゴールデングラブ賞受賞

### タイトル
NPB
- 盗塁王：2回（2001年、2003年）

### 表彰
NPB
- ベストナイン：3回（二塁手部門：2001年、2003年、2004年）
- ゴールデングラブ賞：3回（二塁手部門：2001年、2003年、2004年）
- 月間MVP：3回（野手部門：2004年8月、2011年5月、2013年5月）
- スカパー! ドラマティック・サヨナラ賞：1回（2009年）
- 月間サヨナラ賞：1回（2016年5月）
- 日本シリーズ優秀選手賞：1回（2003年）
- パ・リーグ連盟特別表彰（功労賞：2017年）

MLB
- Topps ルーキーオールスターチーム（英語版）（二塁手部門：2005年）[注釈 9]
- Baseball Digest ルーキーオールスターチーム（英語版）（二塁手部門：2005年）[84]

その他
- 日本プロスポーツ大賞 殊勲賞（2005年）[85]
- 西東京市民栄誉賞（2006年2月15日） ※初代受賞者[86]
- ベスト・ファーザー イエローリボン賞 in 「プロ野球部門」（2009年）
- ゴールデンスピリット賞：1回（2018年）

### 記録

#### NPB
初記録
- 初出場・初先発出場：1997年5月3日、対近鉄バファローズ4回戦（福岡ドーム）、2番・遊撃手で先発出場
- 初打席・初安打：同上、1回裏に山崎慎太郎から左前安打[87]
- 初本塁打・初打点：同上、4回裏に山崎慎太郎から左越満塁[88]
- 初三振：同上、6回裏に柴田佳主也から
- 初死球：1997年5月4日、対近鉄バファローズ5回戦（福岡ドーム）、8回裏に赤堀元之から
- 初盗塁：1997年7月11日、対オリックス・ブルーウェーブ13回戦（福岡ドーム）、2回裏に二盗（投手：ウィリー・フレーザー、捕手：中嶋聡）

節目の記録
- 100本塁打：2003年4月6日、対日本ハムファイターズ3回戦（東京ドーム）、8回表に関根裕之から中越2ラン ※史上225人目
- 150本塁打：2009年4月7日、対北海道日本ハムファイターズ1回戦（東京ドーム）、2回表に多田野数人から左越ソロ ※史上151人目[89]
- 1000試合出場：2009年8月26日、対福岡ソフトバンクホークス17回戦（千葉マリンスタジアム）、5番・二塁手で先発出場 ※史上433人目
- 1000安打：2010年4月4日、対オリックス・バファローズ3回戦（京セラドーム大阪）、6回表に木佐貫洋から遊前内野安打 ※史上256人目
- 100死球：2011年5月1日、対福岡ソフトバンクホークス5回戦（QVCマリンフィールド）、9回裏に大場翔太から ※史上16人目
- 1000三振：2011年9月13日、対北海道日本ハムファイターズ19回戦（東京ドーム）、2回表にブライアン・ウルフから ※史上51人目
- 200本塁打：2012年5月28日、対広島東洋カープ2回戦（MAZDA Zoom-Zoom スタジアム広島）、5回表にブライアン・バリントンから左中間越3ラン ※史上98人目
- 1500試合出場：2013年6月22日、対北海道日本ハムファイターズ6回戦（QVCマリンフィールド）、3番・一塁手で先発出場 ※史上178人目
- 300二塁打：2013年7月9日、対オリックス・バファローズ10回戦（QVCマリンフィールド）、4回裏に金子千尋から右中間適時二塁打 ※史上60人目
- 1500安打：2013年7月24日、対埼玉西武ライオンズ12回戦（西武ドーム）、1回表に十亀剣から中前安打 ※史上114人目
- 350二塁打：2015年8月28日、対オリックス・バファローズ20回戦（QVCマリンフィールド）、5回裏に白仁田寛和から左越二塁打 ※史上39人目[36][37]
- 1000打点：2016年9月1日、対オリックス・バファローズ22回戦（QVCマリンフィールド）、3回裏に山田修義から左越3ラン ※史上44人目[90]
- 250本塁打：2017年5月25日、対福岡ソフトバンクホークス12回戦（福岡 ヤフオク!ドーム）、5回表に加治屋蓮から左越2ラン ※史上60人目[91][88]

その他の記録
- 30本塁打40盗塁：2001年 ※張本勲（1963年）、秋山幸二（1990年）に次いで史上3人目
- 1試合4二塁打：2003年7月26日 ※プロ野球タイ記録、史上9人目[18]
- 5試合連続猛打賞：2003年6月3日 - 6月8日 ※パ・リーグ記録、プロ野球タイ記録、西沢道夫（1954年）に次いで史上2人目[17]
- 全打順本塁打：2009年4月7日、対北海道日本ハムファイターズ1回戦（東京ドーム）、4番で先発出場、2回表に多田野数人から左越ソロを放ち達成（NPB通算150号） ※史上7人目[89]
- オールスターゲーム出場：9回（2001年 - 2004年、2009年 - 2013年）

#### MLB
初記録
- 初出場・初先発出場：2005年4月4日、対クリーブランド・インディアンス1回戦（USセルラー・フィールド）、2番・二塁手で先発出場
- 初打席・初三振：同上、1回裏にジェイク・ウェストブルックから空振り三振
- 初盗塁：2005年4月6日、対クリーブランド・インディアンス2回戦（USセルラー・フィールド）、1回裏に二盗（投手：ケビン・ミルウッド、捕手：Víctor Martínez（英語版））
- 初安打：同上、6回裏にケビン・ミルウッドから左越二塁打
- 初打点：2005年4月7日、対クリーブランド・インディアンス3回戦（USセルラー・フィールド）、2回裏にクリフ・リーから左犠飛
- 初本塁打：2005年5月3日、対カンザスシティ・ロイヤルズ4回戦（USセルラー・フィールド）、3回裏にブライアン・アンダーソンから左越2ラン
- 初死球：2005年5月20日、対シカゴ・カブス1回戦（リグレー・フィールド）、1回表にグレッグ・マダックスから

その他の記録
- 1試合7打点：2006年6月25日 [注釈 10]

#### NPB/MLB通算
節目の記録
- 1500安打：2010年4月10日、対埼玉西武ライオンズ5回戦（千葉マリンスタジアム）、3回裏に許銘傑から中越二塁打
- 1000打点：2012年8月7日、対埼玉西武ライオンズ13回戦（QVCマリンフィールド）、3回裏に岸孝之から中前適時打
- 250本塁打：2013年4月16日、対北海道日本ハムファイターズ3回戦（札幌ドーム）、7回表に森内壽春から左越ソロ
- 2000安打：2013年7月26日、対東北楽天ゴールデンイーグルス11回戦（クリネックススタジアム宮城）、6回表に田中将大から左越ソロ本塁打 ※史上5人目[87]

通算記録
- 通算出場試合数：2408　※日本人17位[注釈 12]
- 通算打席数：9613　※日本人17位[注釈 12]
- 通算打数：8353　※日本人18位[注釈 13]
- 通算二塁打数：458　※日本人6位タイ[注釈 14]
- 通算長打数：790　※日本人20位[注釈 15]
- 通算犠飛数：72　※日本人20位タイ[注釈 16]
- 通算死球数：158　※日本人5位[注釈 17]

### 背番号
- 7（1997年 - 2004年）
- 15（2005年 - 2007年途中）
- 12（2007年途中 - 2008年途中）
- 10（2008年途中 - 同年途中）
- 9（2008年途中 - 同年終了）
- 6（2009年 - 2022年）

### 国際大会出場歴
- 第18回ユニバーシアード競技大会日本代表：銅メダル[92]
- 第18回アジア野球選手権大会日本代表：金メダル[92]
- アトランタオリンピック日本代表：銀メダル[92]
- 第22回日米大学野球選手権大会 日本代表[93]
- 第24回日米大学野球選手権大会 日本代表[94]

### 年度別監督成績
レギュラーシーズン
| 年 度     | 球 団     | 順 位     | 試 合 | 勝 利 | 敗 戦 | 引 分 | 勝 率 | ゲ ｜ ム 差            | 本 塁 打               | 打 率                  | 防 御 率               | 年 齡                  |
| --------- | --------- | --------- | ----- | ----- | ----- | ----- | ----- | ---------------------- | ---------------------- | ---------------------- | ---------------------- | ---------------------- |
| 2018      | ロッテ    | 5位       | 143   | 59    | 81    | 3     | .421  | 28.5                   | 78                     | .247                   | 4.04                   | 44歳                   |
| 2019      | ロッテ    | 4位       | 143   | 69    | 70    | 4     | .496  | 9.5                    | 158                    | .249                   | 3.86                   | 45歳                   |
| 2020      | ロッテ    | 2位       | 120   | 60    | 57    | 3     | .513  | 14.0                   | 90                     | .235                   | 3.81                   | 46歳                   |
| 2021      | ロッテ    | 2位       | 143   | 67    | 57    | 19    | .540  | 2.5                    | 126                    | .239                   | 3.67                   | 47歳                   |
| 2022      | ロッテ    | 5位       | 143   | 69    | 73    | 1     | .486  | 7.5                    | 97                     | .231                   | 3.39                   | 48歳                   |
| 通算：5年 | 通算：5年 | 通算：5年 | 692   | 324   | 338   | 30    | .489  | Aクラス2回、Bクラス3回 | Aクラス2回、Bクラス3回 | Aクラス2回、Bクラス3回 | Aクラス2回、Bクラス3回 | Aクラス2回、Bクラス3回 |

- 2021年度シーズン終了時

ポストシーズン
| 年 度 | 球 団  | 大 会 名                                            | 相 手                                         | 勝 敗                            |
| ----- | ------ | --------------------------------------------------- | --------------------------------------------- | -------------------------------- |
| 2020  | ロッテ | パ・リーグクライマックスシリーズ                    | 福岡ソフトバンクホークス（パ・リーグ1位）     | 0勝3敗=敗退 (※1) (※2)            |
| 2021  | ロッテ | パ・リーグクライマックスシリーズ ファーストステージ | 東北楽天ゴールデンイーグルス（パ・リーグ3位） | 1勝0敗1分=ファイナルステージ進出 |
| 2021  | ロッテ | パ・リーグクライマックスシリーズ ファイナルステージ | オリックス・バファローズ（パ・リーグ1位）     | 0勝3敗1分=敗退 (※1)              |

- 勝敗の太字は勝利したシリーズ

※1 ディスアドバンテージの1敗を含む。
※2 2020年は新型コロナウイルスの影響によりファーストステージを実施せず、レギュラーシーズン1位チームと2位チームによる1ステージのみとし、当初の日程を変更したため試合数も4戦3勝先取制に規模を縮小して開催。

## 関連情報

### 出演

#### テレビ番組
- 関口宏の東京フレンドパークII（1999年12月27日、TBS）
- 最強の男は誰だ!壮絶筋肉バトル!!スポーツマンNo.1決定戦（2000年1月1日、TBS）-総合12位
- 関口宏の東京フレンドパークII（2003年12月29日、TBS）
- 夢対決!とんねるずのスポーツ王は俺だ!スペシャル（2006年1月3日、テレビ朝日）
- 夢対決!とんねるずのスポーツ王は俺だ!スペシャル（2008年1月3日、テレビ朝日）
- 関口宏の東京フレンドパークII（2010年12月13日、TBS）
- 夢対決!とんねるずのスポーツ王は俺だ!スペシャル（2011年1月2日、テレビ朝日）
- アスリートの魂（2017年10月7日、NHK BS1）[95]

#### CM
- 九州丸一食品（辛子明太子）
- SSK（スポーツ用品各種）
- コカコーラボトラーズ（アクエリアス）
- ショップチャンネル（腹筋用品各種）

### 著書
- 『井口の法則：メジャーリーガーの野球技術』（MCプレス、2008年8月、ISBN 4862950477）
- 『二塁手論：現代野球で最も複雑で難しいポジション』（幻冬舎新書、2010年7月、ISBN 9784344981751）
- 『井口ビジョン』（KADOKAWA、2024年3月、ISBN 9784041143056）

### 関連書籍
- 『海を渡る：サムライたちの球跡』（長谷川晶一著、扶桑社、2024年9月、ISBN 9784594098056）